# Otolithes ruber
Otolithes ruber es una especie de pez de la familia Sciaenidae en el orden de los Perciformes.

## Morfología
• Los machos pueden llegar alcanzar los 90 cm de longitud total y 7.000 g de peso.

## Alimentación
Come peces, gambas y otros invertebrados.

## Hábitat
Es un pez de clima tropical (26 °C-29 °C) y bentopelágico que vive entre 10-40 m de profundidad.

## Distribución geográfica
Se encuentra desde el África Oriental (incluyendo Madagascar) hasta el sur del Mar de la China y Queensland (Australia ).

## Observaciones
Es inofensivo para los humanos.